# Neolepton sulcatulum
Neolepton sulcatulum är en musselart som först beskrevs av John Gwyn Jeffreys 1859.  Neolepton sulcatulum ingår i släktet Neolepton och familjen Neoleptonidae. Inga underarter finns listade i Catalogue of Life.